# Ergina
L'ergina è un allucinogeno naturale, la cui formula chimica è C16H17N3O. Ammide dell'acido lisergico, è noto anche con i nomi LSA e lisergamide.

## Proprietà
Sebbene non esistano molti studi di farmacodinamica sull'ergina, l'effetto psichedelico è attribuito all'attivazione dei recettori 5-HT2A della serotonina. 
La sua azione provoca per alcune ore modificazioni del pensiero, delle percezioni, delle sensazioni e dello stato di coscienza. È simile ad altri alcaloidi dell'ergot come l'isoergina, il lisergolo, l'ergometrina. L'effetto dell'LSA è molto più blando di quello dell'LSD: per un periodo compreso fra 4 e 8 ore comporta euforia accompagnata da tranquillità, con effetti psichedelici sulla visione e altri sensi.
L'uso di LSA può portare dissociazione e ricadute schizofreniche. In letteratura vengono segnalati casi di allucinazione, disturbo dell'orientamento, ansia e agitazione psicomotoria.
Per quanto non siano note interazioni con i farmaci, l'azione dell'LSA è inibita dai farmaci anti-HIV e dunque è possibile che l'uso di farmaci antiretrovirali ne aumenti la tossicità.
La dose tossica nell'uomo è di 14 microgrammi per chilo di peso corporeo.

## Fonti naturali
Si trova in diverse varietà di bella di giorno come l'ipomoea violacea in concentrazioni di circa 10 µg per seme, nell'argyreia nervosa al 0.13% di peso nel materiale vegetale secco e nella rivea corymbosa.
L'ergina è stata trovata in concentrazioni di 20 µg/g in peso secco anche nella Stipa robusta infettate dal fungo endofita Acremonium, assieme ad altri alcaloidi dell'ergot.

## Stato legale
L'ergina è menzionata nella tabella I Archiviato il 6 febbraio 2016 in Internet Archive. del testo unico sulle droghe. Nell'elenco sono esplicitamente segnalati i semi di argyreia nervosa.

## Storia
Semi delle belle di giorno e di rivea corymbosa contenenti LSA sono usati da un millennio nelle società pre-colombiane degli Aztechi e dei Maya, oggi continuano ad essere utilizzati da differenti popoli nativi americani per uso terapeutico e visionario. Vengono chiamati ololiuhqui mentre anticamente erano chiamati tlitlitzin.
Usato da tempi remoti con uso connesso all'ergot presente nella segale cornuta, cioè la segale infestata dal fungo claviceps purpurea: la parola ergot, alterazione del lingua francese argot ("sperone di gallo"), si riferisce proprio all'uncino che il fungo provoca sulle spighe di segale. La più antica testimonianza di un'intossicazione alimentare dovuta all'ergot nel pane di segale risale al VI secolo avanti Cristo, quando in una tavoletta assira veniva segnalata una "pustola nociva" in una spiga. Nel Medioevo furono segnalati diffusi casi di ergotismo, con gangrena secca delle estremità, bruciore ed encefalopatia delirante accompagnata da convulsioni.
La prima menzione di un uso in campo medico risale al 1582, quando Adam Lonitzer la segnala nel suo erbario come una sostanza usata per stimolare il parto. Con questo uso fu impiegata negli Stati Uniti fino al 1824, quando uno studio di David Hosack ne evidenziò la correlazione con la morte dei feti. Nel 1849 uno studio del belga Savet segnalò l'azione vasocostrittrice della segale cornuta. Nel 1875 fu purificato il primo alcaloide della segale cornuta, l'ergotinina, seguita nel 1918 dall'ergotamina, della quale Arthur Stoll certificò l'azione simpaticolitica. Negli anni successivi l'ergotamina tartrato fu usata per la cura dell'emicrania: il primo a ipotizzarlo fu Rothlin nel 1925, seguito da Maier nel 1927 e da Trautman nel 1928.
Nel 1932 toccò a Dudley e Moir realizzare un “principio idrosolubile uterotonico”, che successivamente Stoll e Burckhardt battezzarono ergonovina ed ergometrina e che portò alla realizzazione dell'acido lisergico da parte di Jacobs e Craig, che ottennero l'LSD degradandola.
L'anno determinante per la storia dell'acido lisergico fu tuttavia il 1943: Stoll, Hofmann ed Burckhardt isolarono i componenti di ergotossina, ergocristina, ergocornina e ergocriptina e lo stesso Hofmann, che undici anni dopo sarebbe riuscito per primo a sintetizzarlo chimicamente, ne accertò le proprietà allucinogene. Nello stesso anno fu sintetizzata la di-idroergotamina, che fu usato come farmaco per stabilizzare la pressione arteriosa. Seguirono la metilergometrina, la di-idroergotossina e appunto l'LSD.
Negli anni sessanta del XX secolo furono isolati alcaloidi dell'ergot in tre piante: rivea corymbosa, ipomoea violacea e argyreia nervosa. Studi successivi ipotizzarono che l'ergina sia generata da un fungo simbionte.